# كارلا مارتينيز
كارلا مارتينيز (بالإسبانية: Karla Martínez)‏ هي مقدمة تلفزيونية مكسيكية، ولدت في 5 نوفمبر 1976 في تشيهواهوا في المكسيك.

## وصلات خارجية
- كارلا مارتينيز على موقع IMDb (الإنجليزية)
- كارلا مارتينيز على موقع IMDb (الإنجليزية)
- كارلا مارتينيز على موقع قاعدة بيانات الفيلم (الإنجليزية)